# Kpaï
Kpaï est une commune rurale située dans le département de Koper de la province de l'Ioba dans la région Sud-Ouest au Burkina Faso.

## Géographie
Kpaï se trouve à 2,5 km au nord-ouest de Koper et à environ 12 km au sud-est de Dano, le chef-lieu provincial.

## Économie
L'économie de la localité, l'une des principales du département, est liée au commerce de son marché local et à sa position sur la route reliant Dano à la frontière ghanéenne (via la route nationale 20) située à environ 17 km au sud-est.

## Santé et éducation
Le centre de soins le plus proche de Kpaï est le centre de santé et de promotion sociale (CSPS) de Babora tandis que le centre médical avec antenne chirurgicale (CMA) de la province se trouve à Dano.